# Лю-Тавастшерна, Хуэйин
Хуэйин Лю-Тавастшерна (кит. 劉慧瑛, швед. Hui-Ying Liu-Tawaststjerna; род. 19 октября 1950, Тайбэй, Тайвань) — финская пианистка и музыкальный педагог тайваньского[уточнить] происхождения.

## Биография
Получила первоначальное музыкальное образование в Тайбэе, дебютировала с сольным концертом в 16-летнем возрасте в Буэнос-Айресе, а затем на протяжении значительного времени училась и работала в США, окончив в конечном счёте Консерваторию Пибоди; среди её наставников были Мартин Канин и Конрад Вольф.
С 1984 года преподаёт в Хельсинки в Академии имени Сибелиуса, воспитала ряд заметных учеников, среди которых Ирина Захаренкова.
Выступает как солист и ансамблист с широким репертуаром, в диапазоне от Доменико Скарлатти до Магнуса Линдберга. Вместе со своим мужем записала альбом финской музыки для фортепианного дуэта.

## Семья
- Муж — Эрик Томас Тавастшерна